# Xanthostemon confertiflorus
Xanthostemon confertiflorus är en myrtenväxtart som beskrevs av Elmer Drew Merrill. Xanthostemon confertiflorus ingår i släktet Xanthostemon och familjen myrtenväxter.
Artens utbredningsområde är Sulawesi. Inga underarter finns listade i Catalogue of Life.